# Корпус народне одбране Југославије
Корпус народне одбране Југославије (мкд. Корпус на народна одбрана Југославија, словен. Korpus narodne obrambe Jugoslavije) је био посебна јединица Народноослободилачке војске Југославије, која се бавила безбедношћу и заштитом на ослобођеним територијама. Формиран је 15. августа 1944. одлуком Националног комитета ослобођења Југославије (НКОЈ). Био је потчињен поверенику за народну одбрану НКОЈ-а, маршалу Јосипу Брозу Титу, који је њиме руководио преко начелника Одељења за заштиту народа (ОЗН) Александра Ранковића Марка.
Први командант Корпуса народне одбране био је Јован Вукотић, а политички комесар Владо Јанић Цапо, народни хероји.
Непосредно пред формирање Корпуса народне одбране Југославије, у јулу 1944, на територији Југославије, око 5.000 бораца се налазило у јединицама народне одбране, које су се бавиле безбедношћу на ослобођеним територијама. На крају рата, маја 1945. године, КНОЈ је у свом саставу имао осам дивизија. Основни задаци КНОЈ-а су били чишћење ослобођене територије од свих врста непријатеља, помоћ Народноослободилачким одборима у организовању живота на слободној територији и обезбеђење граница Југославије, по мери њеног ослобођења. После завршетка рата, КНОЈ је у сарадњи са другим органима, био основни фактор за безбедност граница земље и уништење преосталих непријатељских јединица.
Корпус народне одбране Југославије расформиран је јануара 1953, а његове надлежности су преузеле — Граничне јединице Југословенске народне армије и Народна милиција.

## Историјат

### Стварање органа безбедности
На самом почетку Народноослободилачке борбе, у лето 1941. године, појавила се потреба за стварањем јаке и ефикасне службе безбедности, која би се на ослобођеној територији бавила — борбом против квислинга и петоколонаша, заштитом органа народне власти и војнопозадинских установа. Ове задатке су на почетку устанка обављале — партијске организације КПЈ, штабови партизанских одреда и органи народне власти. О реду и безбедности на ослобођеној територији, тада су, бринули: партизански одреди, команде места, партизанске страже, сеоске страже, народна милиција и народна заштита. Истовремено су стварани судови, који су судили шпијунима, издајницима и осталим непријатељима Народноослободилачког покрета, као и егзекутивни органи, који су извршавали судске пресуде.
У овом периоду Народноослободилачког рата, у разним крајевима Југославије, стваране су другачије службе, од којих се посебно издвојила Служба обавештавања и безбедности (словен. Varnostnoobaveščevalna služba; скраћено ВОС), која је формирана августа 1941. године у Словенији. Она је обухватала обавештајну службу и службу безбедности.

### Стварање јединица безбедности
Врховни штаб НОП и ДВЈ је 6. маја 1942. године, издао упутство да се у штабовима бригада и партизанских одреда одаберу одговарајући кадрови, претежно чланови Комунистичке партије Југославије, који ће бити одговорни за обавештајну службу у својој јединици и на терену. У току 1942. године при Врховном штабу су формирани — Обавештајни одсек, са секцијом за обавештавање и секцијом за контрашпијунажу и Комисија за борбу против пете колоне. Врховни штаб НОВ и ПОЈ је 27. новембра 1942. године издао Упутство за организацију јединствене обавештајне службе у оперативним јединицама, на ослобођеној и неослобођеној територији.
Септембра 1943. године при Врховном штабу НОВ и ПОЈ формиран је Одсек за заштиту народа, који је 13. маја 1944. године прерастао у Одељење за заштиту народа (ОЗН) — орган у надлежности Повереништва за народну одбрану НКОЈ-а. Ова организација се временом све више оријентисала на борбу против непријатељских шпијуна и на сузбијање петоколонашке делатности.
У Хрватској је Главни штаб НОВ и ПО Хрватске почетком јуна 1943. године, у селу Црној Власти, формирао Први батаљон ППК (против пете колоне), а нешто касније је на Банији формиран још један овакав батаљон. У првој половини 1944. године образовано је још пет батаљона ППК, од којих је 16. јуна 1944. године формирана Прва бригада ОЗНЕ. У току августа 1944. године формирана је дивизија са још четири бригаде. Ова дивизија је касније постала Прва хрватска дивизија народне одбране. 
У Словенији је фебруара 1944. године, Служба обавештавања и безбедности (словен. Varnostnoobaveščevalna služba) прерасла у Војску државне безбедности (словен. Vojska državne varnosti) (скраћено ВДВ), а она је маја 1944. године постала ОЗН Словеније. Од јединица Војске државне варности, састава три бригаде и специјални батаљон, формирана је 3. децембра 1944. године Друга словеначка дивизија народне одбране.
Крајем 1943. и почетком 1944. године године у Босни и Херцеговини формиране су чете и одреди народне одбране, које су се налазиле под непосредним руководством Одсека за заштиту народа Врховног штаба. Од тих јединица су у другој половини 1944. године формиране бригаде, а децембра 1944. године Трећа босанско-херцеговачка дивизија народне одбране.
У Црној Гори је средином 1944. године формирана једна бригада народне одбране. У Македонији, Србији, Војводини и Косову и Метохији, после стварања слободне територије, почев од средине 1944. године формиране су од батаљона ОЗН-е, партизанских стража и преименованих јединица НОВЈ формације КНОЈ-а.

### Активност јединица КНОЈ-а
Активношћу КНОЈ-а руководио је повереник за народну одбрану начелника Озне. У свим републикама и покрајинама формирају се дивизије. Јединице су биле размештене по терену, зависно од потреба безбедности. У извршавању задатака, команде и штабови КНОЈ-а су најтешње сарађивали са органима Озне.
Одлуком врховног команданта оружаних снага ФНРЈ маршала Тита, јануара 1953. године КНОЈ је укинут. Његове задатке на границама преузеле су Граничне јединице ЈНА, а на унутрашњем сектору безбедности Народна милиција.

## Јединице КНОЈ-а
Корпус народне одбрне Југославије имао је у свом саставу на крају рата имао седам дивизија (хрватска, словеначка, босанскохерцеговачка, београдска, српска, војвођанска и македонска) и једну самосталну бригаду (црногорску). После завршетка рата, крајем августа 1945. године, Хрватска дивизија народне одбране је подељена на две дивизије, тако да је од дела њених снага формирана Загребачка дивизија народне одбране (касније преименована у Девету загребачку дивизију). Од јединица из Црне Горе, Санџака и Косова и Метохија, формирана је, крајем септембра 1945. године, Црногорска дивизија народне одбране (касније преименована у Шесту црногорску дивизију).
- Прва хрватска дивизија народне одбране — формирана 5. августа 1944. године, под називом Хрватска дивизија народне одбране, у свом саставу имала је шест бригада:
  - Прва бригада Прве хрватске дивизије народне одбране — формирана 16. јула 1944. године, под називом Прва бригада Одељења за заштиту народа Хрватске
  - Друга бригада Прве хрватске дивизије народне одбране — формирана јула 1944. године, под називом Друга бригада Одељења за заштиту народа Хрватске
  - Трећа бригада Прве хрватске дивизије народне одбране — формирана 18. августа 1944. године
- Друга словеначка дивизија народне одбране — формирана 3. децембра 1944. године, под називом Словеначка дивизија народне одбране, у свом саставу имала је три бригаде:
  - Прва бригада словеначке дивизије народне одбране — формирана 15. марта 1944. године, формирана под називом Прва бригада Војске државне варности
  - Друга бригада словеначке дивизије народне одбране — формирана 1. априла 1944. године, формирана под називом Друга бригада Војске државне варности
  - Трећа бригада словеначке дивизије народне одбране — формирана 25. августа 1944. године, формирана под називом Трећа бригада Војске државне варности
- Трећа босанско-херцеговачка дивизија народне одбране — формирана децембра 1944. године, под називом Босанско-херцеговачка дивизија народне одбране, у свом саставу имала је три бригаде:
  - Прва босанска бригада босанско-херцеговачке дивизије народне одбране — формирана 23. септембра 1944. године, под називом Прва босанска бригада Одељења за заштиту народа
  - Друга бригада босанско-херцеговачке дивизије народне одбране — формирана 20. јануара 1945. године
  - Трећа херцеговачка бригада босанско-херцеговачке дивизије народне одбране — формирана 20. јануара 1945. године
- Четврта београдска дивизија народне одбране — формирана 4. децембра 1944. године, под називом Београдска дивизија народне одбране, у свом саставу имала је три бригаде:
  - Прва београдска бригада народне одбране — формирана 4. децембра 1944. године
  - Друга београдска бригада народне одбране — формирана 4. децембра 1944. године
  - Трећа београдска бригада народне одбране — формирана марта 1945. године
- Пета српска дивизија народне одбране — формирана 20. јануара 1945. године, под називом Српска дивизија народне одбране, у свом саставу имала је три бригаде:
  - Прва бригада српске дивизије народне одбране — формирана 15. децембра 1944. године, под називом Прва српска бригада народне одбране
  - Друга бригада српске дивизије народне одбране — формирана 23. децембра 1944. године, под називом Друга српска бригада народне одбране
  - Трећа бригада српске дивизије народне одбране — формирана 25. марта 1944. године, под називом Трећа српска бригада народне одбране
  - Четврта бригада српске дивизије народне одбране — формирана марта 1945. године
- Шеста црногорска дивизија народне одбране — формирана септембра 1945. године, у свом саставу имала је три бригаде:
  - Прва бригада црногорске дивизије народне одбране — формирана августа 1944. године, под називом Прва црногорска бригада народне одбране
  - Друга бригада црногорске дивизије народне одбране — формирана 1. јануара 1945. године, под називом Санџачка бригада народне одбране
  - Трећа бригада црногорске дивизије народне одбране — формирана 26. јануара 1945. године, под називом Косовско-метохијска бригада народне одбране
- Седма војвођанска дивизија народне одбране — формирана 18. децембра 1944. године, под називом Војвођанска дивизија народне одбране, у свом саставу имала је три бригаде:
  - Прва бригада Војвођанске дивизије народне одбране — формирана 18. децембра 1944. године
  - Друга бригада Војвођанске дивизије народне одбране — формирана 18. децембра 1944. године
  - Трећа бригада Војвођанске дивизије народне одбране — формирана 18. децембра 1944. године
- Осма македонска дивизија народне одбране — формирана 6. децембра 1944. године, под називом Македонска дивизија народне одбране, у свом саставу имала је четири бригаде:
  - Прва бригада македонске дивизије народне одбране — формирана 6. децембра 1944. године
  - Друга бригада македонске дивизије народне одбране — формирана 6. фебруара 1944. године
  - Трећа бригада македонске дивизије народне одбране — формирана 6. децембра 1944. године
  - Четврта бригада македонске дивизије народне одбране — формирана априла 1945. године
- Девета загребачка дивизија народне одбране — формирана 20. августа 1945. године, под називом Загребачка дивизија народне одбране, у свом саставу имала је три бригаде:
  - Прва бригада загребачке дивизије народне одбране — формирана августа 1944. године, под називом Четврта бригада Прве хрватске дивизије народне одбране
  - Друга бригада загребачке дивизије народне одбране — формирана 7. септембра 1944. године, под називом Пета бригада Прве хрватске дивизије народне одбране
  - Трећа бригада загребачке дивизије народне одбране — формирана фебруара 1945. године, под називом Загребачка бригада народне одбране